# 什里伦格伯德讷
什里伦格伯德讷（羅馬化：Śrīraṅgapaṭṭaṇa）是印度卡纳塔克邦门迪亚县的一个城镇。总人口23448（2001年）。

## 人口
该地2001年总人口23448人，其中男性11944人，女性11504人；0—6岁人口2298人，其中男1193人，女1105人；识字率68.38%，其中男性为73.62%，女性为62.93%。